# میدان غزال
میدان غزال (به عربی: میدان غزال) یک روستا در سوریه است که در ناحیه قلعه المضیق واقع شده‌است. میدان غزال ۶۳۱ نفر جمعیت دارد.